# Station Riel
Station Riel is een voormalig station, gebouwd in 1867 door de Société Anonyme des chemins de fer du Nord de la Belgique en gelegen bij de Nederlandse plaats Riel.
Het gebouw had zinken daken. Het was een van de stations van het Bels Lijntje, de spoorlijn die Turnhout in België met Tilburg in Nederland verbond.
Op Nederlands grondgebied is deze spoorlijn geheel opgebroken en zijn bijna alle gebouwen gesloopt.
3,7: Ramsel ·
6,7: Westmeerbeek ·
7,8: Hulshout ·
9,9: Heultje ·
14,1: Noorderwijk-Morkhoven ·
15,8: Schravenhage ·
22,0: Herentals ·
27,9: Lichtaart ·
31,3: Tielen ·
39,4: Turnhout ·
48,3: Weelde-Merksplas ·
49,0: Baarle-Nassau Grens ·
53,7: Baarle-Nassau ·
58,3: Alphen ·
65,4: Riel ·
71,9: Tilburg Universiteit ·
75,2: Tilburg